# Туліта
Туліта (англ. Tulita) — хутір в Канаді, у  Північно-західних територіях.

## Населення
За даними перепису 2016 року, хутір нараховував 477 осіб, показавши скорочення на 0,2%, порівняно з 2011-м роком. Середня густина населення становила 9,2 осіб/км².
З офіційних мов обидвома одночасно володіли 10 жителів, тільки англійською — 460, а 5 — жодною з них. Усього 125 осіб вважали рідною мовою не одну з офіційних, з них 120 — одну з корінних мов.
Працездатне населення становило 64,5% усього населення, рівень безробіття — 14,3%.
Середній дохід на особу становив $43 028 (медіана $22 080), при цьому для чоловіків — $40 317, а для жінок $46 384 (медіани — $20 075 та $28 224 відповідно).
17,1% мешканців мали закінчену шкільну освіту, не мали закінченої шкільної освіти — 50%, 32,9% мали післяшкільну освіту, з яких 32% мали диплом бакалавра, або вищий.
| Статево-вікова структура населення | Статево-вікова структура населення | Статево-вікова структура населення | Статево-вікова структура населення | Статево-вікова структура населення |
| ---------------------------------- | ---------------------------------- | ---------------------------------- | ---------------------------------- | ---------------------------------- |
|                                    |                                    |                                    |                                    |                                    |
| Всього                             | Всього                             | 55,3%44,7%                         |                                    |                                    |
| 0 — 14 років                       | 0 — 14 років                       |                                    | 21,1%                              | 21,1%                              |
| 15 — 64 років                      | 15 — 64 років                      |                                    | 69,5%                              | 69,5%                              |
| 65 і більше                        | 65 і більше                        |                                    | 9,5%                               | 9,5%                               |
| 85 і більше                        | 85 і більше                        |                                    | 1,1%                               | 1,1%                               |
| Середній вік (років)               | Середній вік (років)               | 33,535,6                           | 34,4                               | 34,4                               |
| Медіана (років)                    | Медіана (років)                    | 28,032,4                           | 29,8                               | 29,8                               |
| — чоловіки — жінки                 |                                    |                                    |                                    |                                    |

| Походження мешканців:     | Походження мешканців:     | Походження мешканців: | Походження мешканців: | Походження мешканців: |
| ------------------------- | ------------------------- | --------------------- | --------------------- | --------------------- |
| Походження                |                           |                       | осіб                  | %                     |
| Корінні американці        | Корінні американці        |                       | 355                   | 73.96%                |
| Інше північноамериканське | Інше північноамериканське |                       | 85                    | 17.71%                |
| Європейське               | Європейське               |                       | 55                    | 11.46%                |
| британське                | британське                |                       | 40                    | 8.33%                 |
| французьке                | французьке                |                       | 10                    | 2.08%                 |
| українське                | українське                |                       | 10                    | 2.08%                 |

## Клімат
Середня річна температура становить -5°C, середня максимальна – 20,9°C, а середня мінімальна – -32,6°C. Середня річна кількість опадів – 286 мм.
| Клімат поселення                              | Клімат поселення | Клімат поселення | Клімат поселення | Клімат поселення | Клімат поселення | Клімат поселення | Клімат поселення | Клімат поселення | Клімат поселення | Клімат поселення | Клімат поселення | Клімат поселення | Клімат поселення |
| Показник                                      | Січ.             | Лют.             | Бер.             | Квіт.            | Трав.            | Черв.            | Лип.             | Серп.            | Вер.             | Жовт.            | Лист.            | Груд.            |                  |
| Середній максимум, °C                         | −19,89           | −17,56           | −11,34           | 1,09             | 12,64            | 20,94            | 20,23            | 17,37            | 10,18            | −0,56            | −14,22           | −20,26           |                  |
| Середня температура, °C                       | −26,24           | −23,91           | −17,69           | −5,25            | 6,28             | 14,58            | 16,88            | 14,03            | 6,82             | −3,9             | −17,58           | −23,62           |                  |
| Середній мінімум, °C                          | −32,62           | −30,28           | −24,06           | −11,62           | −0,08            | 8,24             | 13,52            | 10,66            | 3,46             | −7,26            | −20,94           | −26,96           |                  |
| Норма опадів, мм                              | 15               | 11               | 9                | 9                | 13               | 35               | 43               | 46               | 38               | 31               | 21               | 15               |                  |
| Середньомісячна швидкість вітру, м/с          | 2.20             | 2.50             | 2.80             | 3.00             | 3.10             | 3.00             | 2.80             | 2.80             | 2.80             | 2.58             | 2.20             | 2.24             |                  |
| Середньомісячна сонячна радіація, кДж/м²·день | 559              | 2514             | 7961             | 15325            | 19955            | 22315            | 19465            | 14099            | 7941             | 3031             | 855              | 267              |                  |
| --------------------------------------------- | ---------------- | ---------------- | ---------------- | ---------------- | ---------------- | ---------------- | ---------------- | ---------------- | ---------------- | ---------------- | ---------------- | ---------------- | ---------------- |
| Джерело:                                      |                  |                  |                  |                  |                  |                  |                  |                  |                  |                  |                  |                  |                  |